# Houardia mozambiquensis
Houardia mozambiquensis är en insektsart som beskrevs av Hodgson 1990. Houardia mozambiquensis ingår i släktet Houardia och familjen skålsköldlöss.
Artens utbredningsområde är Moçambique. Inga underarter finns listade i Catalogue of Life.